# Ludwig Camerarius

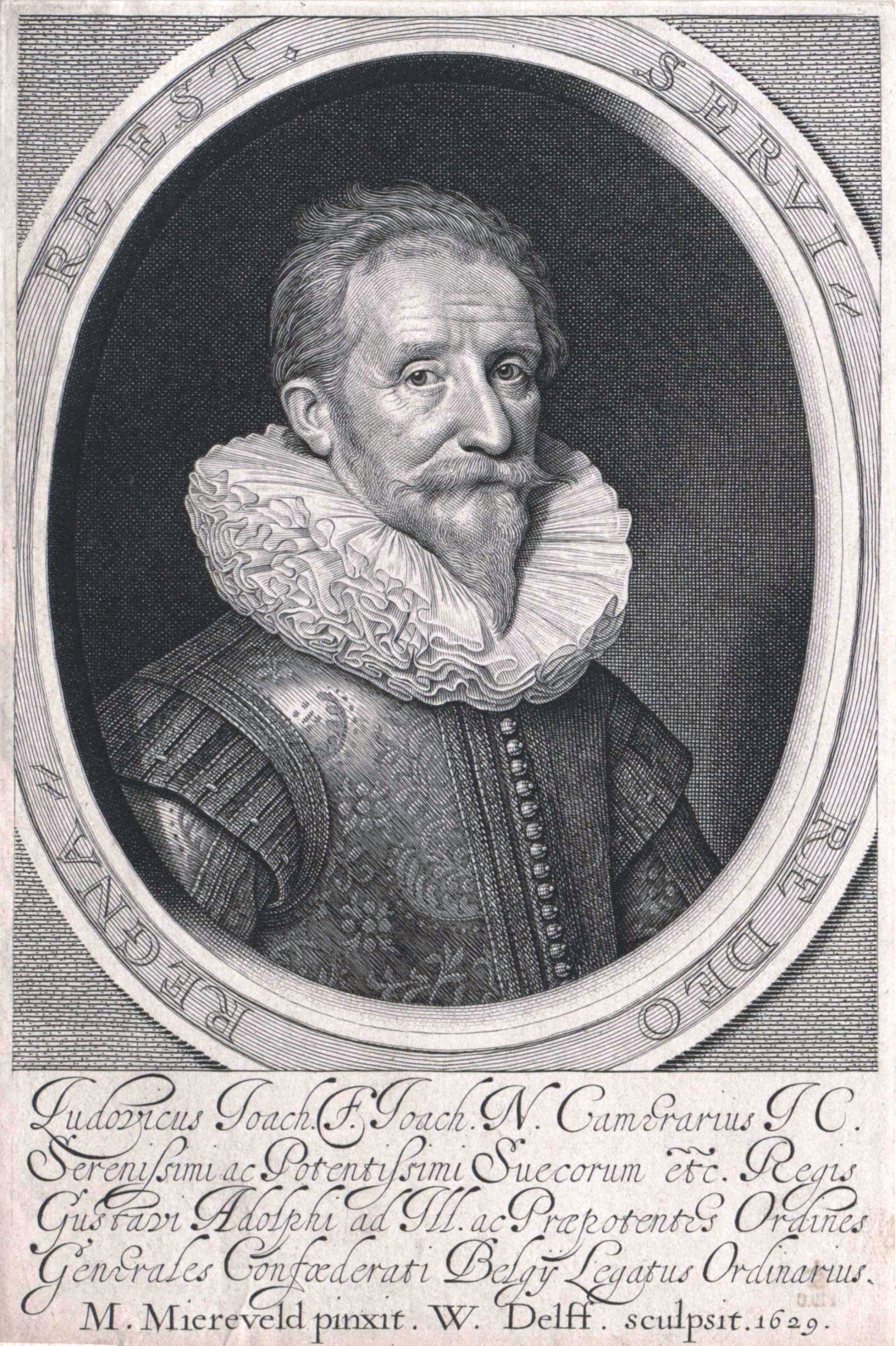
Ludwig Camerarius, Stich von Michiel van Mierevelt (1629)

Ludwig Camerarius (* 22. Januar 1573 in Nürnberg; † 4. Oktober 1651 vermutlich in Heidelberg) war ein pfälzisch-schwedischer Staatsmann, Rechtsgelehrter, Gesandter und Chef der Exilregierung Friedrichs V. in Den Haag.

## Leben
Camerarius war der Sohn des Arztes Joachim Camerarius des Jüngeren und der Enkel des gleichnamigen Humanisten und bedeutenden Philologen Joachim Camerarius des Älteren. Er studierte seit 1588 in Altdorf bei Nürnberg, seit dem 2. Februar 1592 in Helmstedt, ab dem Sommer 1592 in Leipzig und seit 1597 in Basel. In Basel erreichte er den Grad eines Doktors der Rechte. Am 17. April 1599 heiratete er Anna Maria Modesta Pastoir (* 15. Juli 1580 in Heidelberg; † um 1642), mit der er insgesamt sieben Kinder hatte. Nach seiner Promotion praktizierte er seit dem Jahre 1597 am Reichskammergericht in Speyer.
Er trat 1598 in die Dienste des pfälzischen Kurfürsten Friedrich V. und wurde 1610 Hofrat und 1611 Geheimer Rat. Unter der Oberleitung des Statthalters der Oberpfalz und Kanzlers der Kurpfalz Christian I. von Anhalt-Bernburg übernahm er faktisch die Leitung der kurpfälzischen Reichspolitik.
Camerarius war schon früh bestrebt, seinem Dienstherrn die Krone des Königreiches Böhmen zu sichern. Vermutet wird, dass auf ihn der Plan zurückgeht den bayerischen Herzog Maximilian I. als Gegenkandidat zu Ferdinand II. bei der Kaiserwahl des Jahres 1619 ins Spiel zu bringen.
Nach der Wahl Friedrichs zum böhmischen König begleitete Camerarius diesen nach Prag und wurde 1620 Geheimer Rat und Vizekanzler von Schlesien. Nach der Niederlage Friedrichs im November 1620 floh Camerarius mit dem glücklosen König und versuchte durch seine publizistischen Arbeiten und Flugschriften die pfälzische Schuld am Ausbruch des Dreißigjährigen Kriegs zu widerlegen. Insbesondere seit seiner Ernennung zu Chef der pfälzischen Exilregierung in Den Haag war er davon überzeugt, dass es für den Protestantismus vor allem darum gehe, einen möglichst ganz Europa erfassenden Kampf gegen die Habsburger und die katholische Liga zu führen.
1627 wurde er von Johann Joachim Rusdorf als Leiter der Exilregierung abgelöst. Bereits 1626 war er in den Niederlanden in schwedische Dienste getreten, engagierte sich aber weiterhin für die pfälzische Sache. In schwedischen Diensten verblieb er bis 1640.
Bis 1651 war er in Groningen ansässig und kehrte kurz vor seinem Tod im Jahre 1651 nach Heidelberg zurück. Es wird angenommen, dass durch ihn das Falkenbuch, welches einst im Besitz seines Vaters gewesen war, an die Kurfürsten der Pfalz und somit in die Bibliotheca Palatina gelangte.

## Collectio Camerariana
Die heute in der Bayerischen Staatsbibliothek München aufbewahrte Collectio Camerariana enthält neben seiner eigenen Korrespondenz ab 1621 auch viele Briefe von Philipp Melanchthon, Martin Luther, Ulrich Zwingli, Jakob Micyllus, Erasmus von Rotterdam und des Dichters Georg Fabricius. Die meisten der Briefe sind an seinen Großvater Joachim Camerarius adressiert. Damit stellt diese eine der wichtigsten Quellen für das Zeitalter der Reformation und Gegenreformation dar.

## Werke
- Friderici dei gratia Bohemiae regis, comitis palatini rheni, electoris &c. declaratio publica, Cur Regni Bohemiae annexarumque Provinciarum Regimen in se susceperit, 1619, Digitalisat der Uni Augsburg
- Prodromus, Oder Vortrab, Nothwendiger Rettung vornehmer Evangelischer Hohen und niedern Standts, betrangten und verleumbden Personen unschuldt, durch gründliche entdeckung der Papistischen schädlichen Intention unnd Vorhabens: Das ist: Warhaffter unnd glaubwirdiger Abdruck etzlicher intercipirten sehr weit außsehenden gefährlichen Schreiben und Schrifften, welche auß den Originalien, mit fleiß abcopirt, und theils auß denen Sprachen, darinnen sie geschrieben, trewlich verteutschet sein, mit angehengter kurtzer Information unnd Anleitung, 1622
- Cancellaria Hispanica: Adjecta sunt Acta publica, Hoc est: Scripta et Epistolae authenticae, e quibus partim infelicis belli in Germania partim Proscriptionis in Electorem Palatinum scopus praecipuus apparet …, 1622
- Bericht und Antwort uff die vornembste Capita, Päß und Puncten der bayer-anhaltischen geheimen Cantzley: sampt etlichen Beylagen, 1623
- Mysterium iniquitatis, sive secreta secretorum turco-papistica secreta: Contra Libellum famosum, sub titulo Secreta calvino-turcica, auctore quodam personato Theonesto Cogmandolo Politiae Christianae professore, aliquoties editum. XCV considerationibus revelata, et totidem eius malitiosis et ex mera calumnia conflatis considerationibus ex parallelo opposita … Justinopoli, 1625